# 1852 (numero)
Milleottocentocinquantadue (1852) è il numero naturale dopo il 1851 e prima del 1853.

## Proprietà matematiche
- È un numero pari.
- È un numero composto da 6 divisori: 1, 2, 4, 463, 926, 1852. Poiché la somma dei suoi divisori (escluso il numero stesso) è 1396 < 1852, è un numero difettivo.
- È un numero felice.
- È un numero intoccabile.
- È un numero congruente.
- È un numero odioso.
- È parte delle terne pitagoriche (352, 1920, 1952), (1464, 1952, 2440), (1952, 3465, 3977), (1952, 3660, 4148), (1952, 7314, 7570), (1952, 7686, 7930), (1952, 14820, 14948), (1952, 15555, 15677), (1952, 29736, 29800), (1952, 59520, 59552), (1952, 119064, 119080), (1952, 238140, 238148), (1952, 476286, 476290), (1952, 952575, 952577).

## Astronomia
- 1852 Carpenter è un asteroide della fascia principale del sistema solare.

## Astronautica
- Cosmos 1852 è un satellite artificiale russo.